# Baryphas albicinctus
Baryphas albicinctus är en spindelart som beskrevs av Lucien Berland 1941. Baryphas albicinctus ingår i släktet Baryphas och familjen hoppspindlar. Inga underarter finns listade.